# Rugosophysis grassator
Rugosophysis grassator là một loài bọ cánh cứng trong họ Cerambycidae.